# Àrea de Wernicke
L'àrea de Wernicke és una part del cervell humà situada a l'escorça cerebral en la meitat posterior del gir temporal superior, i a la part adjacent del gir temporal mitjà. Correspon a les àrees 22, 39 i 40 de Brodmann. Pertany a l'escorça d'associació o còrtex associatiu, específicament auditiva, situada a la part posteroinferior de l'escorça auditiva primària o àrea de Heschl.
El seu paper fonamental radica en la descodificació auditiva de la funció lingüística (es relaciona amb la comprensió del llenguatge), funció que es complementa amb la de l'àrea de Broca, que processa la gramàtica. L'afàsia d'aquesta àrea s'anomena fluent, de manera que el pacient no presenta problemes en l'articulació de paraules, no hi ha disfunció motriu de la parla, però aquest no comprèn el que sent, a diferència de l'afàsia de Broca, anomenada no fluent, en què passa el contrari, es perd l'habilitat d'elaboració de paraules, i el pacient comprèn el que escolta.
Deu el seu nom al neuròleg i psiquiatre alemany Karl Wernicke.

## Nota
1. ↑  Arthur C. Guyton; John E. Hall. Fisiologia Medica.  Elsevier España, 10 agost 2006, p. 718–. ISBN 9788481749267 [Consulta: 1r maig 2011].
2. ↑  George Yule; Antonio Benítez Burraco & Nuria Bel Rafecas. El lenguaje.  Ediciones AKAL, març 2007, p. 163–. ISBN 9788446025214 [Consulta: 2 maig 2011].